# Pont Henri IV
Der Pont Henri IV ist die älteste noch erhaltene Brücke über die Vienne in Châtellerault im Département Vienne in Frankreich. Sie trägt den Namen des bei ihrer Fertigstellung im Jahr 1609 regierenden Königs Henri IV.

## Beschreibung
Die rund 132 m lange Steinbogenbrücke hat eine waagrechte Fahrbahn, die von neun annähernd gleichen Bögen mit einer lichten Weite von 9,85 m getragen wird, die auf 4,60 m dicken Pfeilern ruhen. An beiden Enden der Pfeiler reichen schmale, dreieckige Pfeilervorbauten hinauf bis zu der deutlich auskragenden Fahrbahnbrüstung.
Die Brücke ist 21,80 m breit. Sie hat drei Fahrspuren und breite Gehwege auf beiden Seiten. Ihr westliches Ende wird von zwei mächtigen Türmen flankiert.
Die fast noch einem Kreisbogen nahekommenden Korbbögen sind an beiden Enden durch sogenannte Cornes de vache (Kuhhörner) aufgeweitet. Vom Schlussstein an öffnet sich ein deutlich weiterer und deshalb ausgeprägterer Korbbogen bis zu den schmalen Pfeilervorbauten, von wo er schräg nach innen zu dem eigentlichen Brückenbogen verläuft. Dies lässt die Pfeiler schmaler und leichter erscheinen und gibt der Brücke dadurch ein gefälligeres Aussehen. Der häufig genannte Grund, dass diese Form den Durchfluss erleichtern würde, trifft jedoch nicht zu, denn ein nicht aufgeweiteter Bogen mit einem die ganze Breite des Pfeilers abdeckenden dreieckigen Vorbau hat das gleiche Durchflussprofil. Der Pont Henri IV hat wohl die am deutlichsten und elegantesten ausgeformten Cornes de vache der französischen Brücken.

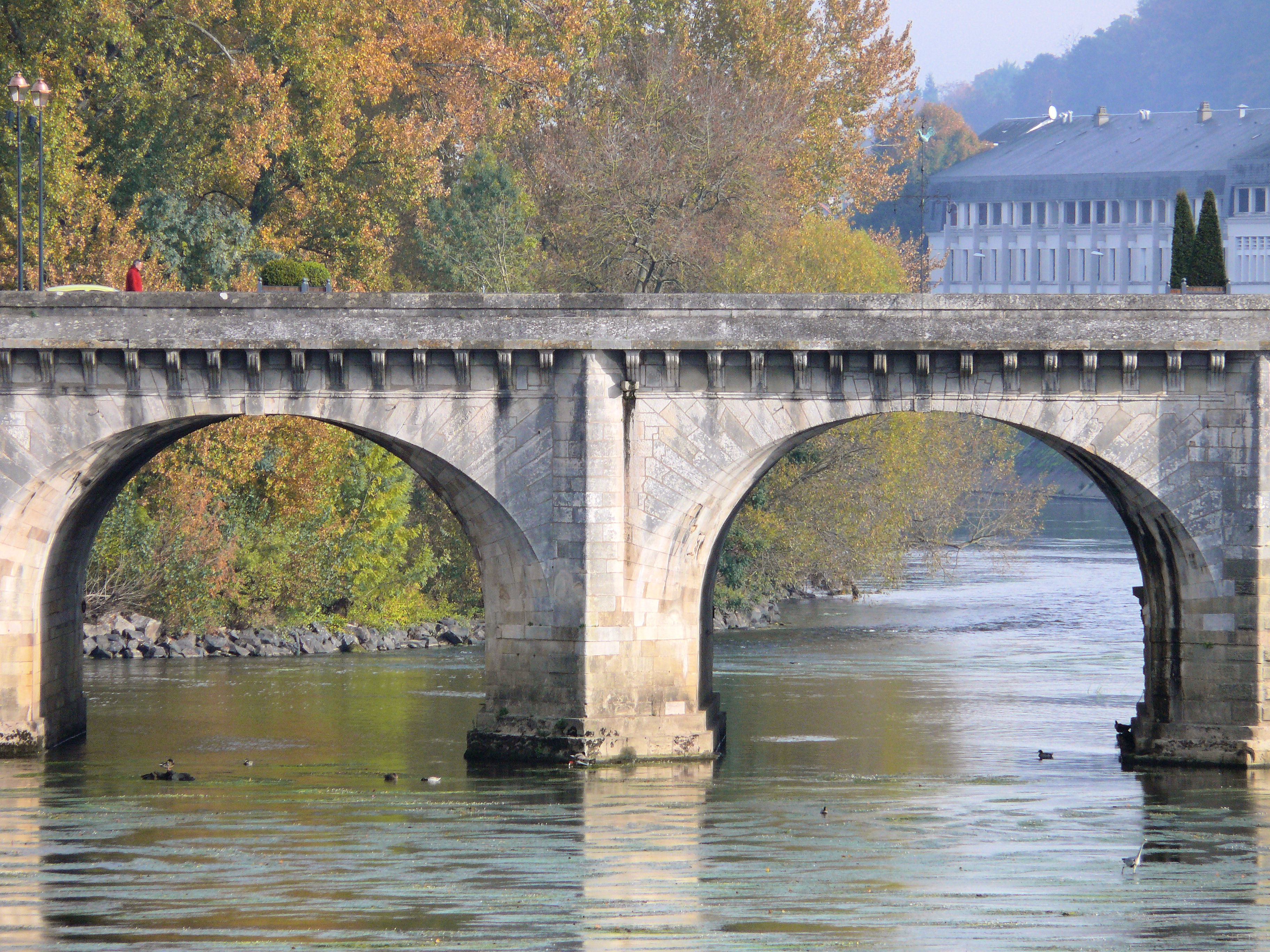
Zwei Bögen mit den Cornes de vache
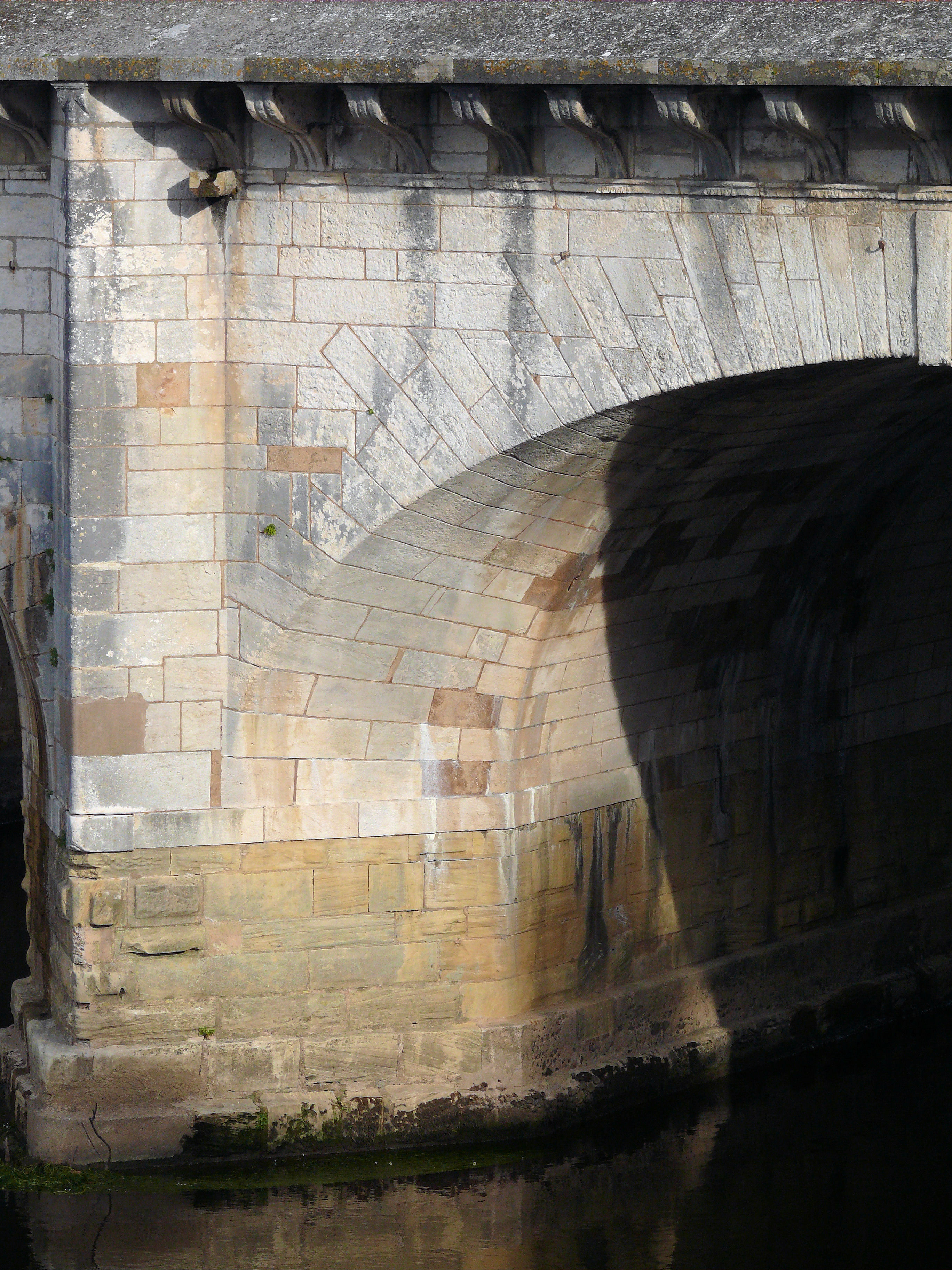
Corne de Vache – Kuhhorn

## Geschichte
Châtellerault, das erstmals 952 urkundlich erwähnt wird, hatte seit dem 11. Jahrhundert eine Holzbrücke über die Vienne und seit dem 12. Jahrhundert wohl auch eine Steinbogenbrücke, die im Hundertjährigen Krieg teilweise zerstört und später mehrfach repariert wurde. Nach dem Hochwasser von 1556 hatte zwar schon König Henri II den Bau einer Steinbrücke angeordnet, mit seinem Tod drei Jahre danach war das Vorhaben jedoch beendet.
1564 baten die Einwohner von Châtellerault deshalb Katharina von Medici, die Regentin für ihren Sohn Charles IX, um eine neue Steinbrücke. Noch im gleichen Jahr wurde ein erster Entwurf erstellt und 1565 ein Steinbruch eröffnet und mit den Vorarbeiten begonnen, die aber von den Auswirkungen des Hundertjährigen Krieges behindert wurden. 1575 begannen die eigentlichen Arbeiten, die der Zeit entsprechend unter Geldknappheit, der notwendigen Erhaltung der alten Brücke, Wechseln der Bauleitung und der Unternehmer, den Wirren nach der Ermordung von Henri III bis zur Krönung von Henri IV und nicht zuletzt einem schweren Hochwasserschaden im Jahr 1599 litten. 1609 wurden die Arbeiten im Wesentlichen beendet und die Brücke dem Verkehr übergeben.
Der Pont Henri IV hat eine ähnliche Breite wie der ungefähr zur gleichen Zeit gebaute Pont Neuf in Paris und der Pont Neuf in Toulouse. Bei allen drei war ursprünglich die damals übliche Bebauung mit Häusern vorgesehen oder sollte jedenfalls möglich bleiben, jedoch wurde unter König Henri IV eine solche Bebauung auf keiner der Brücken zugelassen.